# (1400) Tirela
(1400) Tirela (1936 WA) – planetoida z pasa głównego asteroid okrążająca Słońce w ciągu 5 lat i 190 dni w średniej odległości 3,12 au. Została odkryta 17 listopada 1936 roku w Algiers Observatory w Algierze przez Louisa Boyera. Nazwa planetoidy pochodzi od Charlesa Tirela, przyjaciela odkrywcy. Przed nadaniem nazwy planetoida nosiła oznaczenie tymczasowe (1400) 1936 WA.